# Kauko Hänninen
Kauko Hänninen, né le 28 janvier 1930 à Kinnula et mort le 26 août 2013 à Sipoo, est un rameur finlandais.

## Biographie

### Palmarès

#### Aviron aux Jeux olympiques
- 1956 à Melbourne,  Australie
  -  Médaille de bronze en quatre barré[1]

#### Championnats d'Europe d'aviron
- 1955 à Gand,  Belgique
  -  Médaille d'argent en deux barré
- 1956 à Bled,  Yougoslavie
  -  Médaille d'or en deux barré